# جوائز أريا الموسيقية
جوائز رابطة صناعة التسجيلات الأسترالية الموسيقية (Australian Recording Industry Association Music Awards) و تعرف كذلك باسم جوائز أريا الموسيقية (ARIA Music Awards) هي جوائز موسيقية سنوية أسترالية تقدمها رابطة صناعة التسجيلات الأسترالية.أصبحت الجائزة تقدم بشكل دوري كل عام منذ سنة 1987.

## روابط خارجية
- جوائز أريا الموسيقية على موقع IMDb (الإنجليزية)